# Andover (Floryda)
Andover – miasto w Stanach Zjednoczonych, w stanie Floryda, w hrabstwie Miami-Dade. W roku 2000 miasto to zamieszkiwało 8 489 osób.